# Bitwa o Carycyn

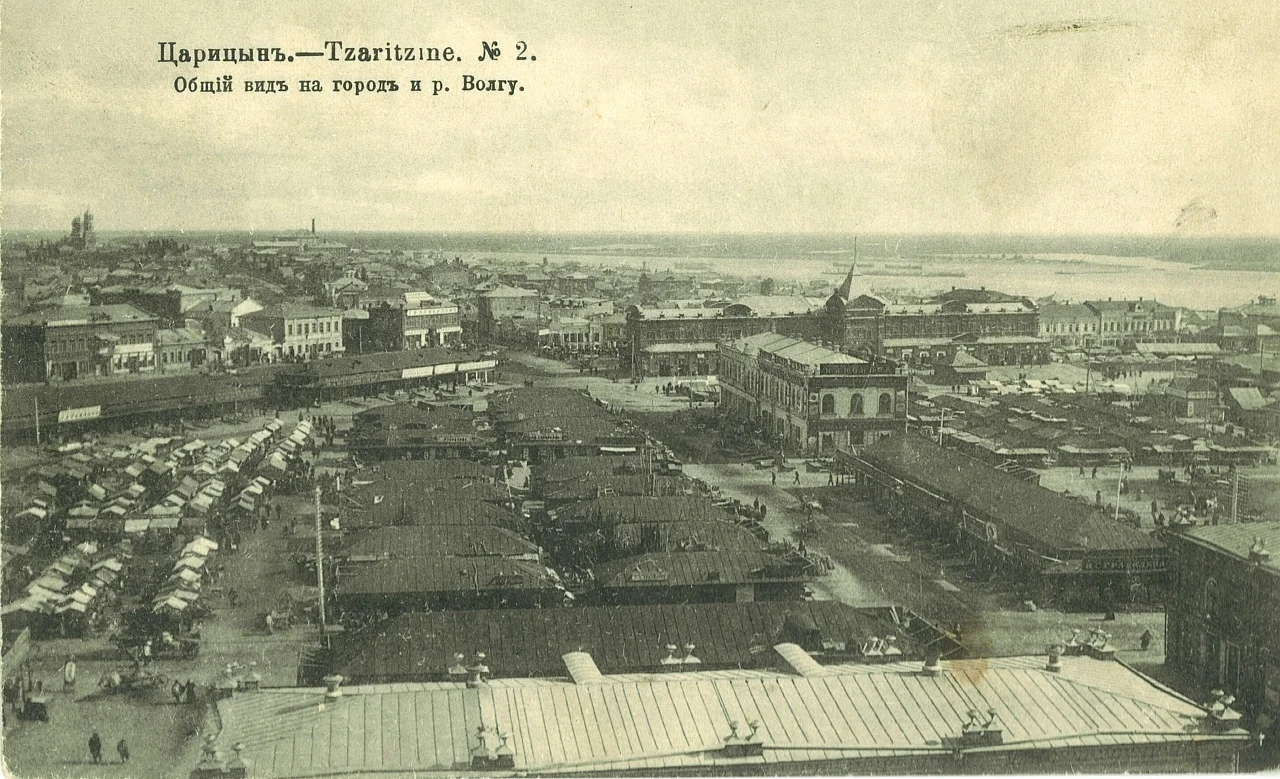
Widok ogólny Carycyna przed 1917

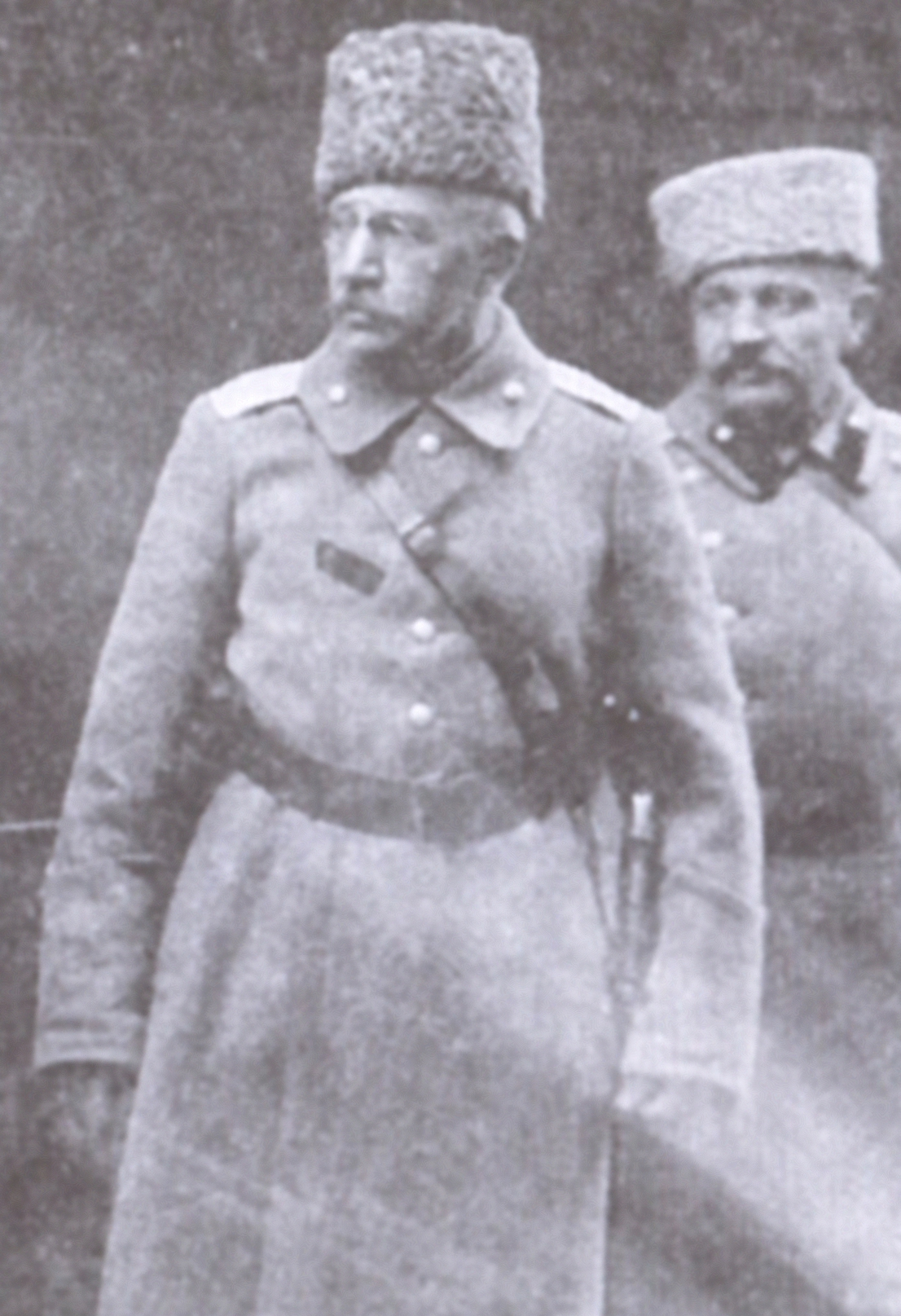
Piotr Krasnow na froncie, 1918

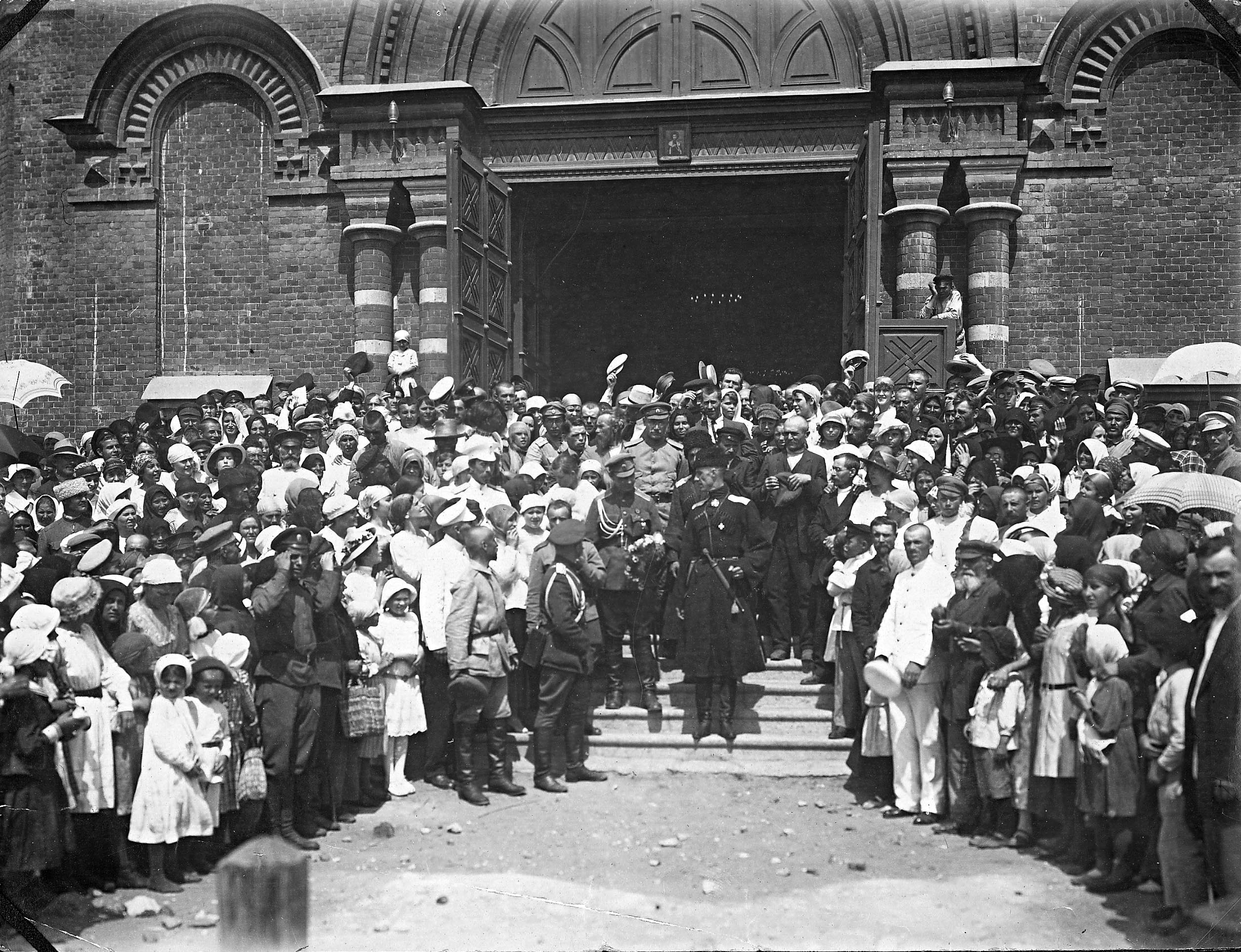
Piotr Wrangel zdobył Carycyn 30 czerwca 1919; na zdjęciu opuszcza główny miejski sobór św. Aleksandra Newskiego po nabożeństwie latem tego samego roku

Bitwa o Carycyn – seria bitew wojny domowej w Rosji o kontrolę nad Carycynem. Miasto, w 1917 ważny ośrodek poparcia dla rewolucji, pozostające w rękach czerwonych, było trzykrotnie oblegane przez antybolszewickich Kozaków dońskich pod dowództwem Piotra Krasnowa: między lipcem a wrześniem 1918, wrześniem i październikiem 1918 oraz styczniem i lutym 1919. Kolejną próbę zdobycia Carycyna podjęła w maju-czerwcu 1919 Armia Ochotnicza, odnosząc sukces. Z kolei między sierpniem 1919 a styczniem 1920  to biali bronili miasta przed bolszewikami. Carycyn został ostatecznie zdobyty przez czerwonych na początku 1920.
Obrona Carycyna, nazywanego czerwonym Verdun, była jednym z najszerzej opisywanych i upamiętnianych w radzieckiej historiografii, literaturze, sztuce i propagandzie wydarzeń wojny domowej. Zdecydował o tym fakt, iż w obronie miasta między lipcem a listopadem 1918 brał udział Józef Stalin.

## Przebieg walk

### 1917 – lato 1918
W 1917 silnie uprzemysłowiony Carycyn był potężnym ośrodkiem rewolucyjnym. Położone nad dolną Wołgą miasto miało dla bolszewików strategiczne znaczenie. To przez ten ośrodek do Moskwy docierały zapasy żywności oraz ropy naftowej z Baku, linia kolejowa prowadząca przez miasto zapewniała również Radzie Komisarzy Ludowych łączność z jej zwolennikami w Azji Środkowej. Wreszcie w Carycynie znajdowały się wielkie zakłady produkujące amunicję.
Latem 1918 w Carycynie zgromadzone zostało największe zgrupowanie zbrojnych sił czerwonych, na które składały się lokalne oddziały oraz formacje, które zdołały wycofać się do miasta z opanowanego przez białych Kozaków obszaru dońskiego oraz z Donbasu. Od końca czerwca tego roku Frontem Południowym Armii Czerwonej dowodził dawny robotnik z Donbasu, doświadczony rewolucjonista Klimient Woroszyłow. W połowie lipca w porozumieniu z nim, natomiast bez zezwolenia Moskwy, do dowodzenia miejscowymi siłami dołączył Józef Stalin. W maju 1918 został on skierowany z Moskwy na Północny Kaukaz, aby jako komisarz nadzorował dostawy żywności. Z powodu klęsk poniesionych przez czerwonych w tamtym regionie nie miał jednak szans tam dotrzeć i pozostał w Carycynie.
W maju 1918 upadła Dońska Republika Radziecka, nad Donem powstało państwo kozackie kierowane przez antykomunistycznych, proniemieckich przywódców. Przez kolejne miesiące tego roku strategiczne znaczenie Carycyna jeszcze rosło: kontrolując miasto, czerwoni uniemożliwiali połączenie się sił kontrrewolucyjnych Kozaków dońskich, uralskich i orenburskich, sami za to mieli możliwość przerzucania sił z północy w kierunku obszarów koncentracji białych na Kubaniu i Kaukazie Północnym. Carycyn w rękach czerwonych osłaniał kolejny znaczący ośrodek kontrolowany przez bolszewików – Saratów.

### Pierwsze oblężenie Carycyna (lipiec – wrzesień 1918)
Od maja do lipca 1918 Kozacy pod dowództwem Piotra Krasnowa byli w stanie zmobilizować 40-tysięczne siły, liczebnie równe obecnym w regionie oddziałom czerwonych. Znakomite wyszkolenie Kozaków pozwoliło im odnieść do końca miesiąca serię sukcesów – dotarli do linii kolejowej między stanicą Lichą a Carycynem i przecięli ją. W tym samym czasie Armia Ochotnicza zajęła stanice Torgową i Wielikokniażeską na trasie z Carycyna do Tichorieckiej. Oznaczało to, iż białym udało się całkowicie odciąć siły czerwonych w Carycynie. W połowie lipca 1918 Woroszyłow, Stalin i Siergiej Minin utworzyli radę wojenną Kaukazu Północnego, której głównym zadaniem była obrona miasta, a nadto koordynowanie działań oddziałów czerwonych w regionie, które nie zostały wcześniej rozbite. Do końca miesiąca front wokół miasta ustabilizował się.
Antybolszewiccy Kozacy dońscy przypuścili pierwszy atak na Carycyn pod koniec sierpnia 1918. Trwające do połowy kolejnego miesiąca szturmy zostały jednak odparte. W końcu sierpnia bolszewicy pod dowództwem Woroszyłowa zorganizowali poważniejszą kontrofensywę wzdłuż trzech wychodzących z miasta linii kolejowych, odnosząc początkowo sukcesy. Zostali jednak po dwóch tygodniach powstrzymani, gdy Krasnow przerzucił pod Carycyn uzupełnienia spod Woroneża. Natarcie znad Donu w kierunku Woroneża było w następnych tygodniach większym zagrożeniem dla rządu radzieckiego w Moskwie, niż potencjalny upadek Carycyna.

### Druga obrona Carycyna
Druga, silniejsza ofensywa Kozaków dońskich pod ogólnym dowództwem Piotra Krasnowa i z udziałem 50-tysięcznej grupy kawalerii Mamontowa rozpoczęła się jeszcze pod koniec września 1918. Do połowy października miasto zostało niemal całkowicie otoczone i jedynie przewaga w artylerii pozwoliła czerwonym utrzymać nad nim kontrolę. Pod koniec września, w ramach szerszej reorganizacji całej Armii Czerwonej, koordynowanej przez komisarza spraw wojskowych i morskich Lwa Trockiego oraz jej głównodowodzącego Jukumsa Vacietisa, siły czerwonych w Carycynie oficjalnie przemianowano na 10 Armię. Nadal dowodził nią Woroszyłow, bolszewicy zreorganizowali jednak całość Frontu Południowego, stawiając na jego czele byłego carskiego generała Pawła Sytina. Do końca miesiąca Kozacy zostali zmuszeni do odstąpienia, jednak było to nie tyle efektem przegrupowania sił, co nieoczekiwanego manewru Dmitrija Żłoby. 15-tysięczna dywizja pod jego dowództwem, należąca do 11 Armii kierowanej przez Iwana Sorokina, wbrew rozkazom dowództwa armii przeszła forsownym marszem z Kaukazu Północnego pod Carycyn i z zaskoczenia 15 października uderzyła na siły Krasnowa, przerywając oblężenie. Po tych wydarzeniach dywizję Żłoby włączono do 10 Armii.
Krasnow nie był w stanie przekonać Kozaków do prowadzenia walki poza obszarem dońskim, tylko z trudem nakłonił ich do poprowadzenia oddziałów na miasta położone na obrzeżach Donu (obok Carycyna także Bałaszow, Kamyszyn, Poworino, Boguczar, Kałacz i Nowochopiorsk). Cywilni liderzy kozaccy oraz ich wojskowi dowódcy średniego szczebla, a nawet najbliżsi współpracownicy Krasnowa, nie myśleli w kategoriach strategicznych i nie interesowali się sytuacją na innych frontach wojny domowej. Podczas gdy bolszewicy skierowali do Carycyna najlepsze siły, jakimi dysponowali, rozumiejąc znaczenie tego ośrodka, Kozakom zależało głównie na opanowaniu północnej części obszaru dońskiego, która nie miała tak dużej wagi w szerszym kontekście wojny. W związku z tym Krasnow starał się przekonać dowódców Armii Ochotniczej, generałów Antona Denikina i Michaiła Aleksiejewa, do skoordynowanego uderzenia na miasto, ci jednak nie uważali, by jego zajęcie było priorytetem. Denikin zdawał sobie bowiem sprawę z faktu, iż Kozacy są zainteresowani jedynie opanowaniem określonego obszaru, nie będą chcieli walczyć z bolszewikami poza nim. Armia Ochotnicza kierowała się w przeciwnym kierunku, w głąb Kubania, opanowując go latem i jesienią 1918.

#### Konflikt między Woroszyłowem i Stalinem a Trockim
Po reorganizacji sił bolszewickich na Froncie Południowym, w Carycynie wybuchł konflikt między Stalinem i Woroszyłowem z jednej strony a Trockim, Vacietisem i Sytinem (oraz innymi byłymi oficerami armii carskiej, którzy podjęli służbę w Armii Czerwonej) z drugiej. Stalin wtrącał się do spraw, które leżały poza jego kompetencjami i zachęcał Woroszyłowa do ignorowania rozkazów Sytina. Gdy 29 września 1918 Sytin przybył do Carycyna ze swojej dotychczasowej kwatery w Kozłowie, na posiedzeniu rady wojennej Kaukazu Północnego z jego udziałem, doszło do awantury, zaś dwa dni później, wbrew woli naczelnego dowództwa, dowódcą Frontu mianowano Woroszyłowa.
Trocki i Vacietis domagali się pozbawienia Stalina pełnomocnictw komisarza i postawienia Woroszyłowa przed sądem wojskowym. W odpowiedzi Stalin kierował do Lenina telegramy ze skargami na Trockiego. W listopadzie 1918 Stalin został odwołany z Carycyna (faktycznie opuścił miasto po zdjęciu oblężenia), ale nieco później stanowisko stracił także Sytin, na miejsce którego wyznaczono Pēterisa Slavensa.

### Trzecia bitwa o Carycyn (grudzień 1918 – luty 1919)
Do końca listopada 1918, dzięki reorganizacji armii i rosnącej przewadze liczebnej, czerwoni osiągnęli przewagę nad siłami Krasnowa. Mimo to w grudniu 1918 Kozacy ponownie zdołali otoczyć Carycyn. W styczniu 1919 walki wokół miasta ponownie toczyły się ze zmiennym szczęściem. Dzięki przerzucaniu sił z północy stale rosła jednak przewaga liczebna czerwonych, a morale białych Kozaków spadało, część przechodziła na stronę bolszewików lub porzucała wojsko. Na początku 1919 czerwony Front Południowy liczył 117 tysięcy żołnierzy, 2040 karabinów maszynowych i 460 dział, co stanowiło 1/4 całej Armii Czerwonej. Krasnow natomiast jeszcze w listopadzie 1918 dowodził siłami liczącymi 50 tysięcy żołnierzy, ale już w lutym 1919 pozostało przy nim tylko 15 tysięcy Kozaków.
26 grudnia 1918 w miejsce Woroszyłowa dowódcą 10 Armii został Aleksandr Jegorow, jeden z najbardziej utalentowanych dowódców czerwonych podczas wojny domowej, były carski oficer. W końcu stycznia 1919 stanowisko dowódcy Frontu Południowego objął natomiast Władimir Gittis. Pod jego dowództwem do końca kwietnia tego roku siły Frontu Południowego (głównie 8, 9 i 13 Armia oraz 2 Ukraińska Armia Radziecka) przeprowadziły ofensywę zakończoną odbiciem Rostowa nad Donem i osiągnięciem linii Sału i Manycza z perspektywą dalszego marszu w kierunku Batajska i Tichorieckiej.
Klęski Kozaków dońskich (pod Carycynem, ale również na zachodzie obszaru dońskiego, po odejściu wojsk austro-węgierskich z Ukrainy i atakach sił czerwonych) wymusiły na nich podporządkowanie się dowództwu Armii Ochotniczej. 19 lutego 1919 Piotr Krasnow złożył dowództwo, oddając je w ręce Afrikana Bogajewskiego i zgadzając się na to, by Kozacy dońscy, razem z Armią Ochotniczą, Kozakami tereckimi i kubańskimi weszli w skład Sił Zbrojnych Południa Rosji.

### Zajęcie Carycyna przez białych (czerwiec 1919)
Sytuacja pod Carycynem odwróciła się na korzyść białych w czerwcu 1919. Skuteczną ofensywę wojsk Denikina umożliwił szereg czynników – do Noworosyjska dotarły latem tego roku dostawy broni i amunicji dostarczone białym przez aliantów. Nad Donem wybuchło kolejne powstanie kozackie, w odpowiedzi na brutalną kampanię terroru wymierzoną w Kozaków (tak zwane rozkozaczanie). Czerwoni dowódcy armii na Froncie Południowym, poza Michaiłem Tuchaczewskim i Aleksandrem Jegorowem, okazywali się niekompetentni. W maju-czerwcu 1919 biali odnieśli szereg zwycięstw na wschodnich ziemiach Ukrainy, wypierając czerwonych z zajętych na początku roku Jekaterynosławia, Charkowa i Krymu, a następnie odnosząc zwycięstwo także w Donbasie, po kilkumiesięcznych walkach, i nad Donem. W maju tego roku 10 Armia Jegorowa w rozsypce wycofała się na wschód, w połowie czerwca Kozacy kubańscy pod dowództwem Piotra Wrangla przeprowadzili szturm kawalerii na Carycyn, który został odparty. Remont linii kolejowej z Kubania do Carycyna umożliwił jednak białym przetransportowanie na ten odcinek czołgów, dostarczonych przez Brytyjczyków. 30 czerwca 1919 siły Wrangla wkroczyły do miasta, biorąc 40 tysięcy czerwonych jeńców i przejmując dwa tysiące wagonów z zaopatrzeniem i amunicją. 3 lipca 1919, przyjmując przed soborem Kazańskiej Ikony Matki Bożej w Carycynie paradę zwycięskich sił Wrangla, Denikin ogłosił początek marszu białych na Moskwę.

### Zdobycie Carycyna przez czerwonych
W ramach kampanii białych, której ostatecznym celem miało być zdobycie Moskwy, Armia Kaukaska dowodzona przez Wrangla wymaszerowała z Carycyna, przeszła przez Kamyszyn (również w rękach białych) i na początku sierpnia zbliżała się do Saratowa. Brak rezerw i zaopatrzenia, niedostateczne wsparcie ze strony Kozaków kubańskich zmusił jednak Wrangla do wycofania się do Carycyna. W sierpniu dowództwo Armii Czerwonej powierzyło zadanie odbicia miasta grupie uderzeniowej Wasilija Szorina. Wrangel wycofał się na przedmieścia Carycyna, gdzie skutecznie bronił się przed siłami Szorina, zadając im poważne straty. Po sześciu tygodniach walk były zdolne jedynie do pasywnej obrony. Zamiary przegrupowania i kontynuowania marszu na Carycyn ostatecznie udaremnił Szorinowi nieoczekiwany rajd kawalerii Konstantina Mamontowa na tyły Armii Czerwonej, do odparcia którego Szorin musiał skierować część swoich oddziałów.
Carycyn został ponownie i ostatecznie opanowany przez siły Frontu Południowo-Zachodniego Armii Czerwonej 2 lub 3 stycznia 1920.

## Obrona Carycyna w literaturze, filmie, propagandzie
Z uwagi na udział Stalina w obronie Carycyna walki o miasto były jednymi z najszerzej opisywanych w historiografii i propagandzie radzieckiej wydarzeń wojny domowej. Miasto nad Wołgą nazywano czerwonym Verdun. W 1925 nazwę miasta zmieniono na Stalingrad. Stalin osobiście angażował się w tworzenie legendy bitwy carycyńskiej, w której głównymi postaciami byli on sam oraz Klimient Woroszyłow.
Walki o Carycyn są tłem dla akcji powieści Aleksieja Tołstoja Chleb. W 1942 powstał dwuczęściowy film braci Siergieja i Gieorgija Wasiljewów Obrona Carycyna.
W dodatku do gry komputerowej Battlefield 1 pod tytułem „W imię cara” gracze mogą osobiście wcielić się w żołnierzy Białych lub Czerwonych i brać udział w bitwie o Carycyn.